# Гото, Дзюро
Дзюро Гото (яп. 後藤 十郎, 2 ноября 1887, префектура Ямагата — 25 мая 1984) — генерал-майор Императорской армии Японии в годы Японо-китайской войны и Второй мировой войны.

## Биография
Уроженец префектуры Ямагата. В 1907 году окончил обучение в Военной академии Императорской армии Японии, начал свою службу в армии Японской империи.
С 1934 по 1935 год Гото был командиром Сендайского полкового участка. Затем до 1937 года был командиром 16-го стрелкового полка 15-й пехотной бригады 2-й дивизии Императорской армии Японии.
В начале Второй японо-китайской войны Гото командовал Цусимской крепостью. В 1938 году получил звание генерал-майора и назначен на должность командира 132-й стрелковой бригады 104-й дивизии Императорской армии Японии. Вместе с 21-й армией принимал участие в Кантонской операции в Южном Китае. Он командовал войсками 21-й армии в июне 1939 года во время Битвы за Шаньтоу. Его дивизии держали оборону в Гуандуне во время китайского Зимнего наступления 1939—1940 годов.
В 1940 году Гото был отозван в Японию в 4-ю резервную дивизию. В том же году ушёл на пенсию. В 1941 году Гото был назначен командиром Иокогамского полкового участка, командовал до 1942 года. В 1945 году он стал командиром Кофуского полкового участка и Кофуского территориального командования префектуры Яманаси.